# Dan Steinbock

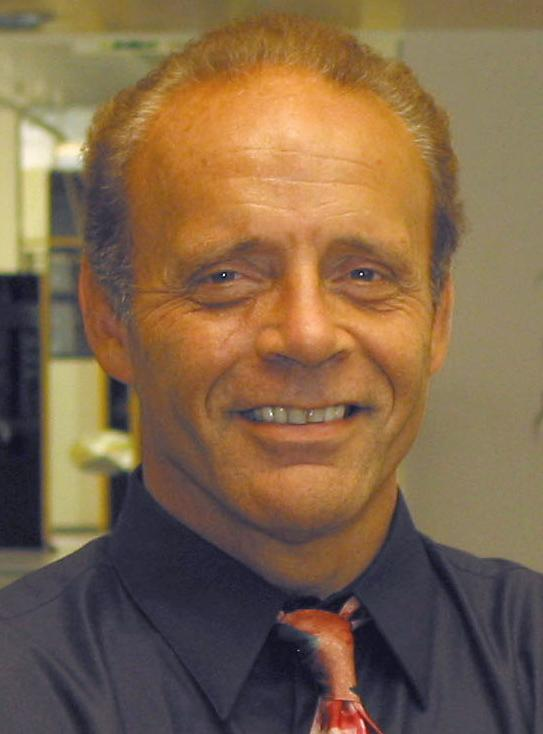
Dan Steinbock.

Dan Steinbock, född 16 juli 1954 i Helsingfors, är en finländsk författare och kulturdebattör. 
Steinbock framträdde i slutet av 1970-talet som ett språkrör för den internationella ”nyfilosofiska” rörelsen. Han debuterade 1979 med pjäsen Silmät och utgav samma år boken Sisäistetty herruus, som introducerade den så kallade narcissismdebatten i Finland. Denna kritiska uppgörelse med den nuvarande västerländska livsformen utvecklades vidare i Narsismin fasismi (1981). Han blev filosofie doktor 1983 på avhandlingen Televisio ja psyyke, där TV-tittarens beteende undersöks med hjälp av psykoanalys. Han har senare etablerat sig som internationellt uppmärksammad expert på den globala tekniska utvecklingen. Bland hans arbeten märks The Nokia Revolution (2001) och The Mobile Revolution (2005). Han har verkat som gästprofessor vid Columbia Graduate School of Business i USA och finska handelshögskolan i Helsingfors.